# Oak Creek (Wisconsin)
Oak Creek ist eine Stadt (mit dem Status „City“) im Milwaukee County im US-amerikanischen Bundesstaat Wisconsin. Das U.S. Census Bureau hat bei der Volkszählung 2020 eine Einwohnerzahl von 36.497 ermittelt.
Oak Creek ist Bestandteil der Metropolregion Milwaukee.
Oak Creek, das ursprünglich teilweise von der Landwirtschaft lebte, wurde 1955 zur Stadt erhoben. Im Gesetzblatt von Wisconsin wurde unter dem Beschluss Nummer 66.0215 (auch bekannt als „Oak-Creek-Gesetz“) dem Ort der Status „City“ verliehen.

## Geografie und Verkehr
Oak Creek liegt im Südosten Wisconsins am Oak Creek, einem Zufluss des Michigansees.
In der Stadt treffen die Wisconsin State Highways 32, 38 und 100 zusammen. Am Westrand von Oak Creek verläuft die Interstate 94 von Milwaukee nach Chicago.
Durch die Stadt verlaufen auch mehrere Bahnlinien, die von Milwaukee nach Süden führen.
Oak Creek liegt 11 km südlich des Milwaukee Mitchell International Airport von Milwaukee.
Neben dem 19,3 km nördlich gelegenen Milwaukee sind die nächstgelegenen größeren Städte Waukesha (44,7 km nordwestlich), Franklin (14,7 km westlich) und Racine (20,2 km südlich).

## Wirtschaft
Die Fluggesellschaft Midwest Airlines hatte früher ihren Sitz in Oak Creek. Im Januar 2010 gab Republic Airways Holdings, die Muttergesellschaft von Midwest Airlines bekannt, dass der Hauptsitz einschließlich der Verwaltung von Midwest Airlines nach Indianapolis verlegt wird.
Der Bergbauanlagenhersteller Bucyrus International teilte im Juni 2010 mit, dass das Hauptquartier der Firma vom früheren Firmensitz in South Milwaukee in das ehemalige Gebäude der Midwest Airlines umzieht.
In Oak Creek befindet sich ein mit Kohle und Erdgas betriebenes Wärmekraftwerk.

## Bevölkerung
Nach der Volkszählung im Jahr 2010 lebten in Oak Creek 34.451 Menschen in 14.064 Haushalten. Die Bevölkerungsdichte betrug 470,6 Einwohner pro Quadratkilometer. In den 14.064 Haushalten lebten statistisch je 2,44 Personen.
Ethnisch betrachtet setzte sich die Bevölkerung zusammen aus 87,7 Prozent Weißen, 2,8 Prozent Afroamerikanern, 0,7 Prozent amerikanischen Ureinwohnern, 4,5 Prozent Asiaten sowie 2,1 Prozent aus anderen ethnischen Gruppen; 2,1 Prozent stammten von zwei oder mehr Ethnien ab. Unabhängig von der ethnischen Zugehörigkeit waren 7,5 Prozent der Bevölkerung spanischer oder lateinamerikanischer Abstammung.
23,6 Prozent der Bevölkerung waren unter 18 Jahre alt, 65,4 Prozent waren zwischen 18 und 64 und 11,0 Prozent waren 65 Jahre oder älter. 50,9 Prozent der Bevölkerung waren weiblich.
Das mittlere jährliche Einkommen eines Haushalts lag bei 69.107 USD. Das Pro-Kopf-Einkommen betrug 31.759 USD. 6,3 Prozent der Einwohner lebten unterhalb der Armutsgrenze.

## Angriff auf Sikh-Tempel
Am 5. August 2012 sind bei einem Angriff auf einen Sikh-Tempel 7 Menschen getötet worden. Unter den Toten befindet sich auch der Attentäter, der von einem Polizisten erschossen wurde. Jener und 2 weitere Menschen wurden schwer verletzt. Der Angreifer trug ein 9/11 Tattoo und war angeblich als Neo-Nazi bekannt. Die Polizei vermutet einen terroristischen Hintergrund, und dass es sich bei dem Attentat möglicherweise um eine Verwechslung mit Muslimen handelt.